# Eupener Land

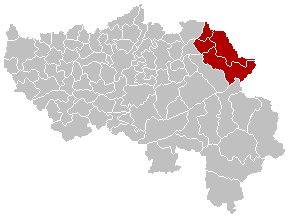
Lage des Kanton Eupen in der Provinz Lüttich

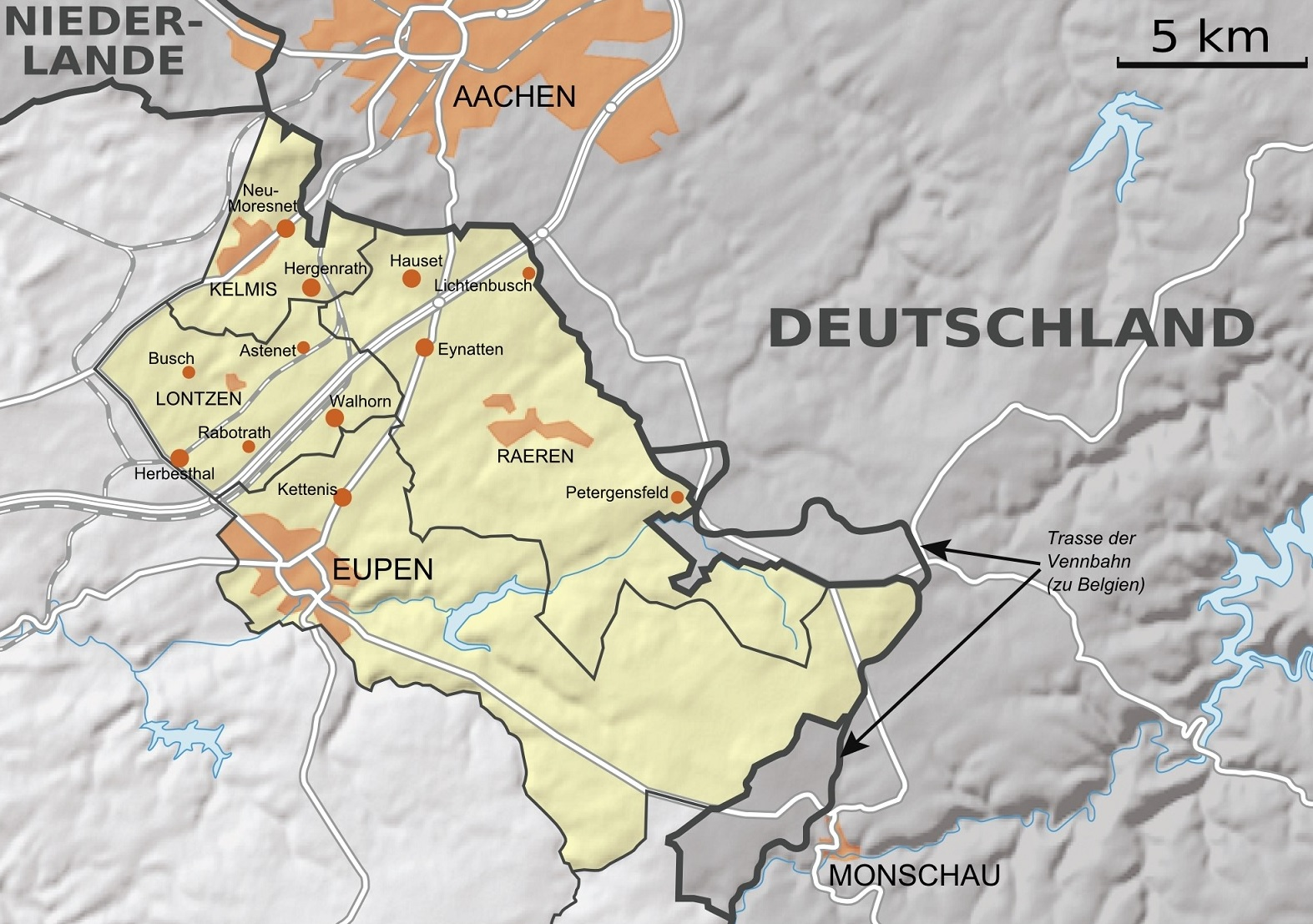
Kanton Eupen bzw. Eupener Land

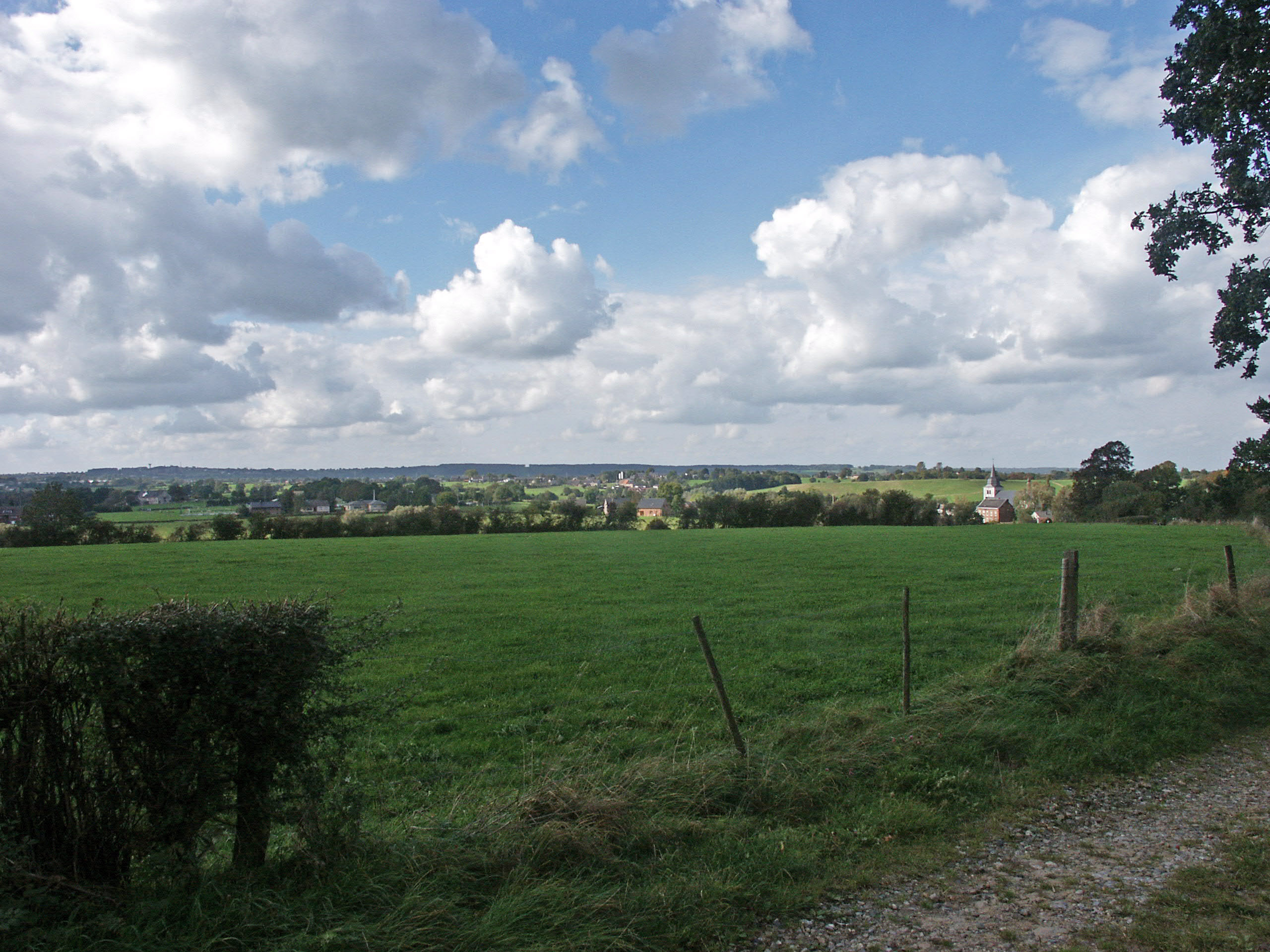
Typische Landschaftsform im Eupener Land

Als Eupener Land wird der nördliche Teil der Deutschsprachigen Gemeinschaft in Ostbelgien bezeichnet, der den Kanton Eupen bildet. Somit gehört das Gebiet der Gemeinden Eupen, Kelmis, Lontzen und Raeren zum Eupener Land. Die Landschaft ist im Gegensatz zum dünn besiedelten südlichen Teil Ostbelgiens, der belgischen Eifel, dichter besiedelt: Bei einer Bevölkerungszahl von über 47.000 leben im Kanton Eupen rund 210 Einwohner pro km².
Neben der namensgebenden Stadt Eupen ist die Siedlungsstruktur durch zahlreiche Dörfer geprägt, zwischen denen sich meist landwirtschaftliches Grünland befindet. In den südlichen Teilen der Gemeinden Eupen und Raeren befinden sich große Waldgebiete sowie die Wesertalsperre, einer der größten Seen in Belgien. Richtung Süden steigt die Landschaft an und geht in das Hohe Venn über. Quer durch das Eupener Land verlaufen die Eisenbahn-Schnellfahrstrecke HSL 3 und die Autobahn 3 von Lüttich nach Aachen.